# جاده بائوبابز
جاده بائوبابز (به لاتین: Avenue of the Baobabs) یک منطقه حفاظت‌شده در ماداگاسکار است که در منابه واقع شده‌است.